# Kotodama
Kotodama eller kototama är en japansk ljudmystik med rötter i Japans nationalreligion shinto. Kotodama anses både kunna tända eld och stilla jordbävningar, och ta stor kraft att påverka vår miljö och vårt sinne, kropp och själ. Orden menas nås genom upplysning, eller när en kami ger en person tillträde till kotodama. 
Under 1900-talets första årtionden fick kototama en renässans, främst i olika religiösa rörelser. Några av dessa såg kototama som ett bevis på att det japanska språket var överlägset andra; ljud som inte finns i japanskan finns inte med i kototamans system för hur ljud är besläktade och vad de betyder. Efter nederlaget i andra världskriget där kejsaren förklarade sig vara inte en gud utan mänsklig har stor del av det japanska kulturarvet sopats undan som något inte önskvärt, och kotodama har tappat mark tillsammans med resten av shintoismen. 
Kotodama har ibland vissa beröringspunkter med budo, kanske främst genom de rop, kiai, som budouövare ofta använder sig av. Aikidons grundare Morihei Ueshiba var mycket intresserad av kotodama, vilket bland annat finns dokumenterat i den amerikanska dokumentärfilmen Rendez-vouz with Adventure. Den svenske riksinstruktören i aikido, Toshikazu Ichimura, undervisade en smula i kototama och Mutsuru Nakazono, aikidoinstruktör länge bosatt i Frankrike, sysslade ivrigt med konsten och skrev även böcker i ämnet. Kotodama används även inom reiki, ungefär som mantran.